# Jeana Keough
Jeana Ellen Keough (nacida Tomasino; Milwaukee, Wisconsin, 18 de septiembre de 1955) es una modelo y actriz estadounidense, conocida por aparecer en varios vídeos musicales de ZZ Top y por haber sido la Playmate del Mes de la revista Playboy en noviembre de 1980. También fue parte del elenco del reality show The Real Housewives of Orange County.
Se graduó en el Whitnall High School localizado en Greenfield, Wisconsin en 1972. En la actualidad es agente de propiedades inmobiliarias en Aliso Viejo, California.

## Familia
Tomasino está divorciada de su segundo marido Matt Keough, un jugador de béisbol de las grandes ligas de segunda generación, expitcher de los Atléticos de Oakland y ayudante especial del general de los Atléticos de Oakland. La pareja tiene tres hijos: Shane, Kara y Colton. Su hijo mayor, Shane es un jugador de béisbol profesional de tercera generación, habiendo firmado en las ligas menores como jardinero en junio de 2006 con el afiliado Clase A de los Atléticos de Oakland. Su hija Kara está casada con el jugador de la liga nacional de fútbol americano, Kyle Bosworth.

## Carrera
Tomasino apareció en varias películas y series de televisión a medidos de los 80. Como actriz, ha sido acreditada como Jeana Tomasina o Jeana Keough.

### Playmate de Playboy
Tomasino fue Playmate del Mes de la revista Playboy en noviembre de 1980. En 1983, apareció en "Playboy Video Magazine, Vol. 4." Keough aún hace apariciones ocasionales para Playboy.

### Vídeos musicales
Junto a Danièle Arnaud y a su compañera Playmate Kymberly Herrin, Tomasino era una de las tres musas en los vídeos musicales de ZZ Top "Legs", "Sharp Dressed Man", "Gimme all Your Loving", y "Sleeping Bag".

### Telerrealidad
Como Jeana Keough, es parte del elenco original del reality show, The Real Housewives of Orange County, en la cadena de televisión por cable Bravo. En la temporada cinco, apareció como regular en tres episodios. Desde que dejó de ser miembro a tiempo completo, Keough ha aparecido como recurrente en la temporada sexta y ha hecho múltiples apariciones como invitada en las temporadas siguientes.
Keough apareció como cliente en la serie de televisión de Bravo Thintervention with Jackie Warner.

### Televisión
| Año                    | Título                               | Papel           | Notas                                                                                        |
| ---------------------- | ------------------------------------ | --------------- | -------------------------------------------------------------------------------------------- |
| 1980                   | Pink Lady                            | Ella misma      | Episodio #1.3                                                                                |
| 1983                   | T. J. Hooker                         | Gloria          | Episodio #3.10: "Blue Murder"                                                                |
| 1984                   | The A-Team                           | Denise          | Episodio #3.1: "Bullets and Bikinis"                                                         |
| 1984                   | St. Elsewhere                        | Sueño de Hawkin | Episodio #3.8: "Sweet Dreams"                                                                |
| 1985                   | Cheers                               | Becky           | Episodio #3.15: "King of the Hill"                                                           |
| 2006–12, 2015–17, 2022 | The Real Housewives of Orange County | Ella misma      | Elenco principal (temporada1–5), recurrente (temporada 6), invitada (temporada 7, 10–12, 16) |

### Cine
| Año  | Título                       | Papel                            | Notas               |
| ---- | ---------------------------- | -------------------------------- | ------------------- |
| 1979 | The Death of Ocean View Park |                                  | como Jeana Tomasina |
| 1979 | The Capture of Bigfoot       | Bailarina                        | como Jeana Tomasina |
| 1981 | Lovely But Deadly            | Mujer con la cremallera atascada | como Jeana Tomasina |
| 1981 | La loca historia del mundo   | Virgen vestal                    | como Jeana Tomasina |
| 1981 | Looker                       | Suzy                             | como Jeana Tomasina |
| 1982 | The Beach Girls              | Ducky                            | como Jeana Tomasina |
| 1982 | Six Pack                     | Lonnie                           | como Jeana Tomasina |
| 1983 | Double Exposure              | Renee                            | como Jeana Tomasina |
| 1983 | 10 to Midnight               | Karen                            | como Jeana Tomasina |
| 1983 | Off the Wall                 | Sra. Buck Banner                 | como Jeana Tomasina |
| 1984 | Los Albóndigas en remojo     | Molly                            | como Jeana Tomasina |